# 1589
| 1589               |
| ------------------ |
| Dødsfald - Fødsler |
|                    |

| Gregoriansk kalender | 1589 MDLXXXIX           |
| Ab urbe condita      | 2342                    |
| Armensk kalender     | 1038 ԹՎ ՌԼԸ             |
| Kinesiske kalender   | 4285 – 4286 戊子 – 己丑 |
| Etiopisk kalender    | 1581 – 1582             |
| Jødisk kalender      | 5349 – 5350             |
| Hindukalendere       |                         |
| - Vikram Samvat      | 1644 – 1645             |
| - Shaka Samvat       | 1511 – 1512             |
| - Kali Yuga          | 4690 – 4691             |
| Iransk kalender      | 967 – 968               |
| Islamisk kalender    | 997 – 998               |

Konge i Danmark: Christian 4. 1588-1648
Se også 1589 (tal)

## Begivenheder
- 18. januar - Den færøske søhelt Magnus Heinason bliver henrettet ved halshugning på Københavns slotsplads.[1]

## Født
- 5. februar - Esteban Manuel de Villegas - spansk digter (død 1669).
- Peter Minuit - valloner fra Wesel; blandt andet grundlæggeren af kolonien Ny Sverige (død 1638).
- Jeronimus Spengler, tysk glasmaler (død 1635).

## Dødsfald
- 5. januar - Katarina af Medici, dronning af Frankrig (født 1519)
- 2. august - Henrik 3. af Frankrig fra 1574 til sin død (født 1551).